# Indigofera angustata
Indigofera angustata är en ärtväxtart som beskrevs av Ernst Meyer. Indigofera angustata ingår i släktet indigosläktet, och familjen ärtväxter. Inga underarter finns listade i Catalogue of Life.